# Stormvloed van 1682
De Stormvloed van 1682 trof op 26 januari 1682 het Delta-gebied van Zuidwest Nederland en Vlaanderen. Door een combinatie van springtij en noordwesterstorm ontstonden op veel plaatsen overstromingen. In Zeeland overstroomden 161 polders. De dorpen Valkenisse en Bommenede verdronken, alsmede het nabij Valkenisse gelegen Fort Keizershoofd en het nabij Retranchement gelegen Fort Oranje. Op Goeree-Overflakkee verdronken 22 personen. Te Dordrecht stort een molen met vluchtelingen in, waarbij 10 personen om het leven komen. 

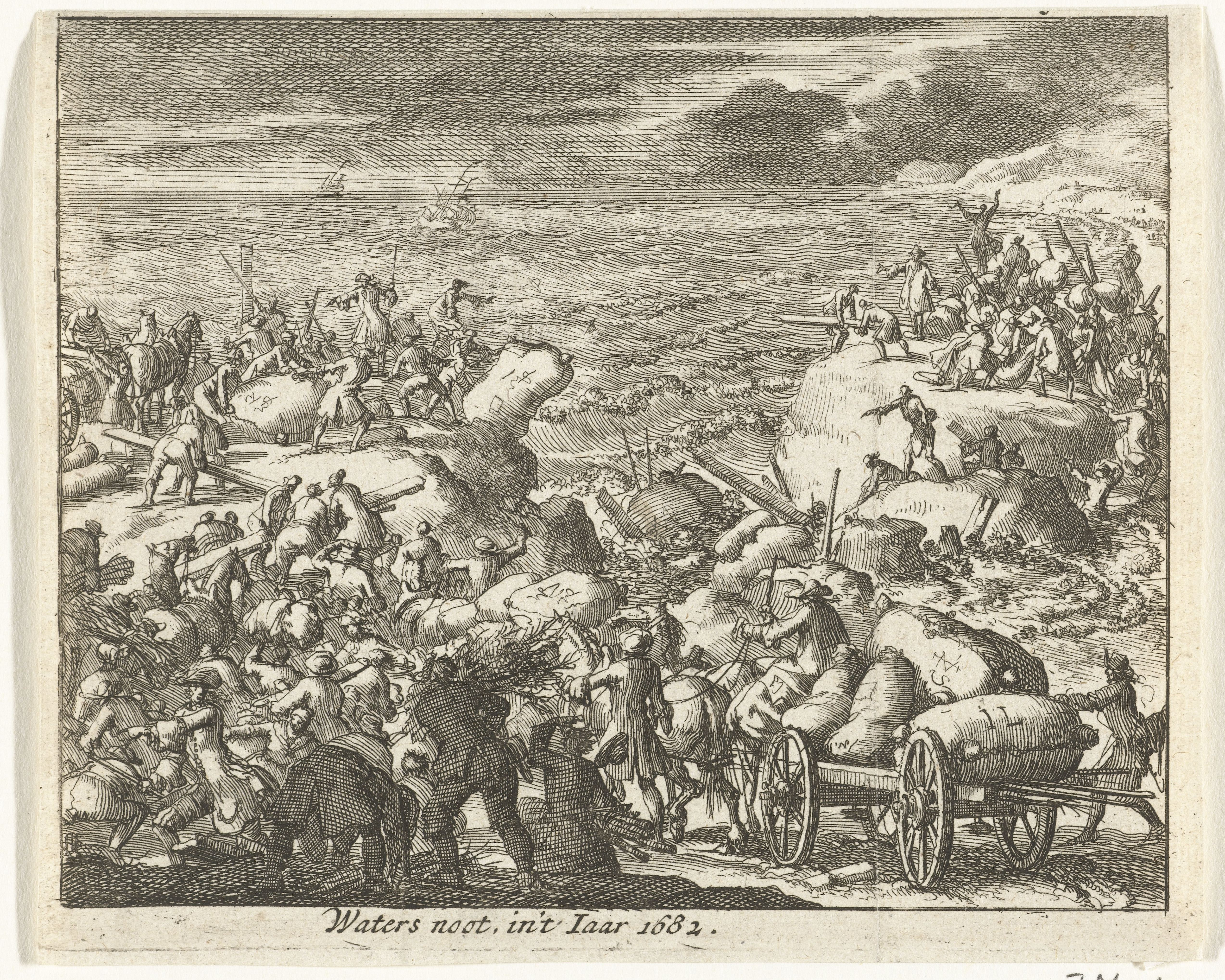
Met zandzakken wordt gepoogd het gat in een doorgebroken dijk van Westkapelle te dichten.

838 · 1014 · 1042 · 1134 · 1163 · 1164 · 1170 · 1196 · 1212 · 1214 · 1219 · 1220 · 1221 · 1248/1249 · 1277 · 1280 · 1282 · 1287 · 1288 (I) · 1288 (II) · 1322 · 1334 · 1362 · 1374 · 1375 · 1377 · 1404 · 1421 · 1424 · 1468 · 1477 · 1509 · 1514 · 1530 · 1532 · 1552 · 1566 · 1570 · 1610 · 1643 · 1651 · 1675 · 1682 · 1686 · 1703 · 1717 · 1726 · 1741 · 1775 · 1776 · 1784 · 1799 · 1808 · 1809 · 1820 · 1825 · 1855 · 1861 (I) · 1861 (II) · 1877 · 1906 · 1916 · 1926 · 1953 · 1962 · 1993 · 1995 · 2006 · 2021